# دیوید کمپز
دیوید کمپز (انگلیسی: David Camps؛ زادهٔ ۲۲ مهٔ ۱۹۹۰) بازیکن فوتبال اهل فرانسه است.
از باشگاه‌هایی که در آن بازی کرده‌است می‌توان به باشگاه فوتبال اوسر اشاره کرد.